# 5 Vymir

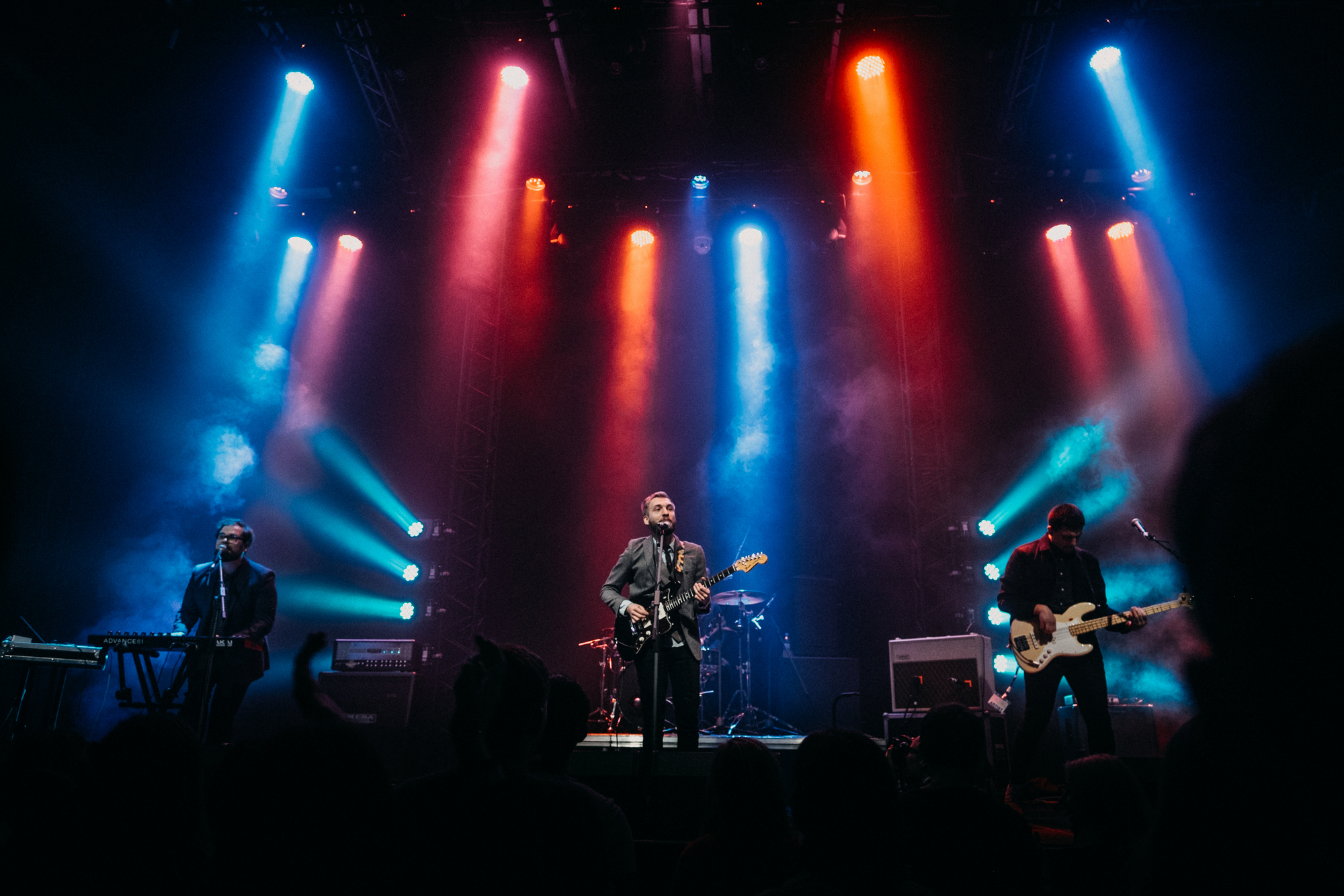
5 Vymir на сцені у Києві (2017)

5 Vymir (П'ятий вимір) — український музичний гурт з Києва. Грає на зламі інді-року, бритпопу та психоделічного року. У своїй музиці органічно поєднує британські традиції звуку та україномовні тексти.
У дискографії групи є два студійні альбоми : Містолінія (2014) і Нові Імена (2017).

## Містолінія
Дебютна платівка Містолінія була випущено 4 листопада 2014 року. Альбом потрапив у топ кращих альбомів року за версією провідних ЗМІ, а також увійшов до списку 100 найважливіших альбомів незалежної України. 
9 квітня 2015 року вперше виступили  зі струнним квінтетом.  [Архівовано 7 жовтня 2015 у Wayback Machine.]
У 2016 році 5 Vymir стали спеціальним гостем київського концерту бельгійської інді-групи Balthazar і хедлайнерами фестивалю Comma Stage до Дня Києва. Виступали на найбільших фестивалях країни (включно із Zaxidfest, Koktebel Jazz Festival, RespublicaFEST, ГОГОЛЬFEST, Бандерштат, Woodstock Ukraine). Цього ж року 5 Vymir дає концерти в Кракові і Берліні.

## Нові Імена
У квітні 2017 року 5 Vymir представляють свій другий студійний альбом «Нові Імена», музичним продюсером якого став Петро Чернявський, відомий за співпрацею з Океан Ельзи, Земфірою, Діаною Арбеніною та чималою кількістю інших артистів i колективів, автор проекту Peter and the Wolves. Альбом отримав схвальні відгуки від журналістів, а однойменний сингл «Нові Імена» [Архівовано 2 травня 2017 у Wayback Machine.] разом з кліпом потрапив у ротацію на провідні радіостанції і телеканали. 
Альбом «Нові Імена» складається з 10 треків — 8 нових пісень та двох синглів Вічність та Холод у Волоссі, що були випущені раніше, у 2016 році. Музиканти працювали над новими треками протягом літа-осені 2016-го, а записали альбом за добу, усамітнившись у заміському будинку [Архівовано 22 березня 2022 у Wayback Machine.]. 
У березні вийшов кліп на однойменну пісню Нові Імена, в якому, окрім музикантів 5 Vymir, знялися нові обличчя української незалежної музичної сцени. Концепцію продовжено в оформленні альбому і афіш концертного туру: на обкладинці, яку створив вокаліст і клавішник групи Вадік Лазарєв теж зображені нові імена української музики: Sinoptik, Stoned Jesus, Sasha Boole, Grisly Faye, Andzh, Zapaska, Cardiomachine, а разом з ними учасники групи 5 Vymir.

## Karma
30 вересня 2019 року гурт випустив EP «Карма», що складається з чотирьох пісень.
Перед створенням ЕР «Карма» в житті групи відбулося багато подій: барабанщик Семен покинув гурт, Костя Почтар почав активніше розвивати свій сольний проєкт Postman, Вадим Лазарєв працював у студії Lipky Zvukozapys над альбомами інших музикантів, схоже все йшло до того, що історія 5 Vymir мала б завершитись в кінці 2018 року, але…
«Ми зрозуміли, що не можемо існувати в іншому складі. 5 Vymir — це лише ми четверо. В якийсь момент після місяців сварок ми зібралися і зрозуміли, що, переслідуючи якісь цілі, постійно до чогось готуючись, ми втрачаємо нашу дружбу, якій вже, на хвилинку, більше 20 років. І якщо вибирати між принципами і дружбою, то ми вибираємо дружбу. Тож далі зустрілись з Семеном, поговорили, він повернувся в групу. Між собою ми про цей рік більше не говоримо», — Костя Почтар. 

## Склад
- Костянтин Почтар (вокал, гітара)
- Вадим Лазарєв (вокал, клавіші)
- Роман Гаркавенко (гітара)
- Семен Терещенко (ударні)

## Дискографія
- Сумне Кіно (2009, EP)
- Музика Великих Міст (2010, EP)
- Краще нiж учора (2011, EP)
- Містолінія (2014)
- Містолінії (2015, сингл)
- Нові імена (2017)
- Чужі (2018, сингл)
- Танцюю (2018, сингл)
- Karma (2019, EP)
- Так тихо (ремікс) (2020, сингл)

## Відеокліпи
- Так тихо (2013)
- Мало Слів (2015)
- Нові Імена (2017)
- Ламай (2017)